# Поліська діброва (заповідне урочище)
Полі́ська дібро́ва — заповідне урочище (лісове) місцевого значення в Україні. Розташоване в межах Сарненського району Рівненської області, неподалік від міста Дубровиця.
Площа 26 га. Статус надано згідно з рішенням Рівненського облвиконкому від 22.11.1983 року, № 343 (зміни згідно з рішенням облвиконкому від 18.06.1991 року, № 98). Перебуває у віданні ДП «Дубровицький лісгосп» (Дубровицьке лісництво, кв. 40, 28).
Статус надано з метою збереження рідкісного дубового насадження високого бонітету. У трав'яному покриві багато рідкісних видів рослин. Водиться чимало птахів, серед яких є види, занесені до Червоної книги України. Також виявлено рідкісні комахи: стрічкарка тополева та мінливець великий.

## Галерея

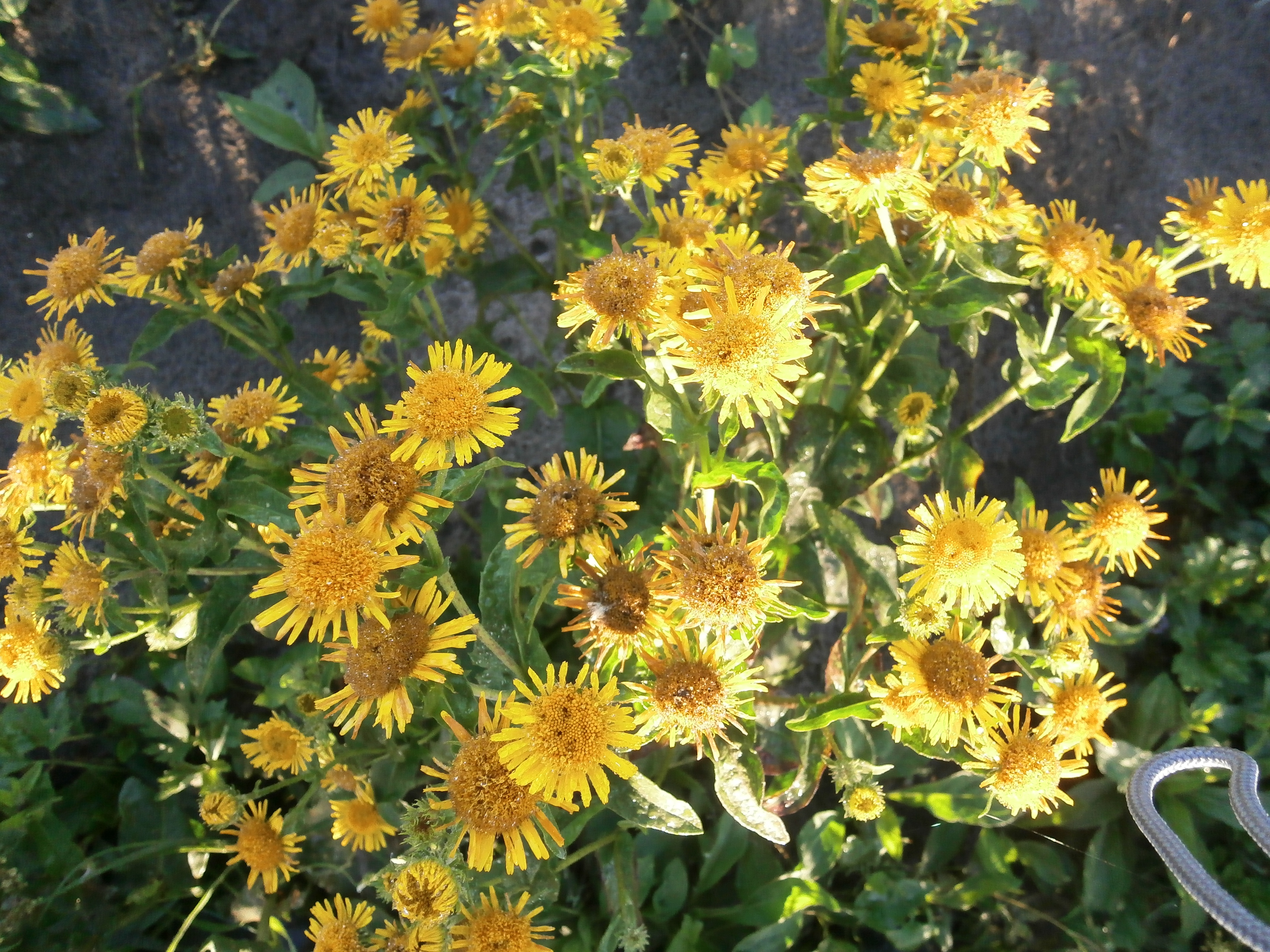
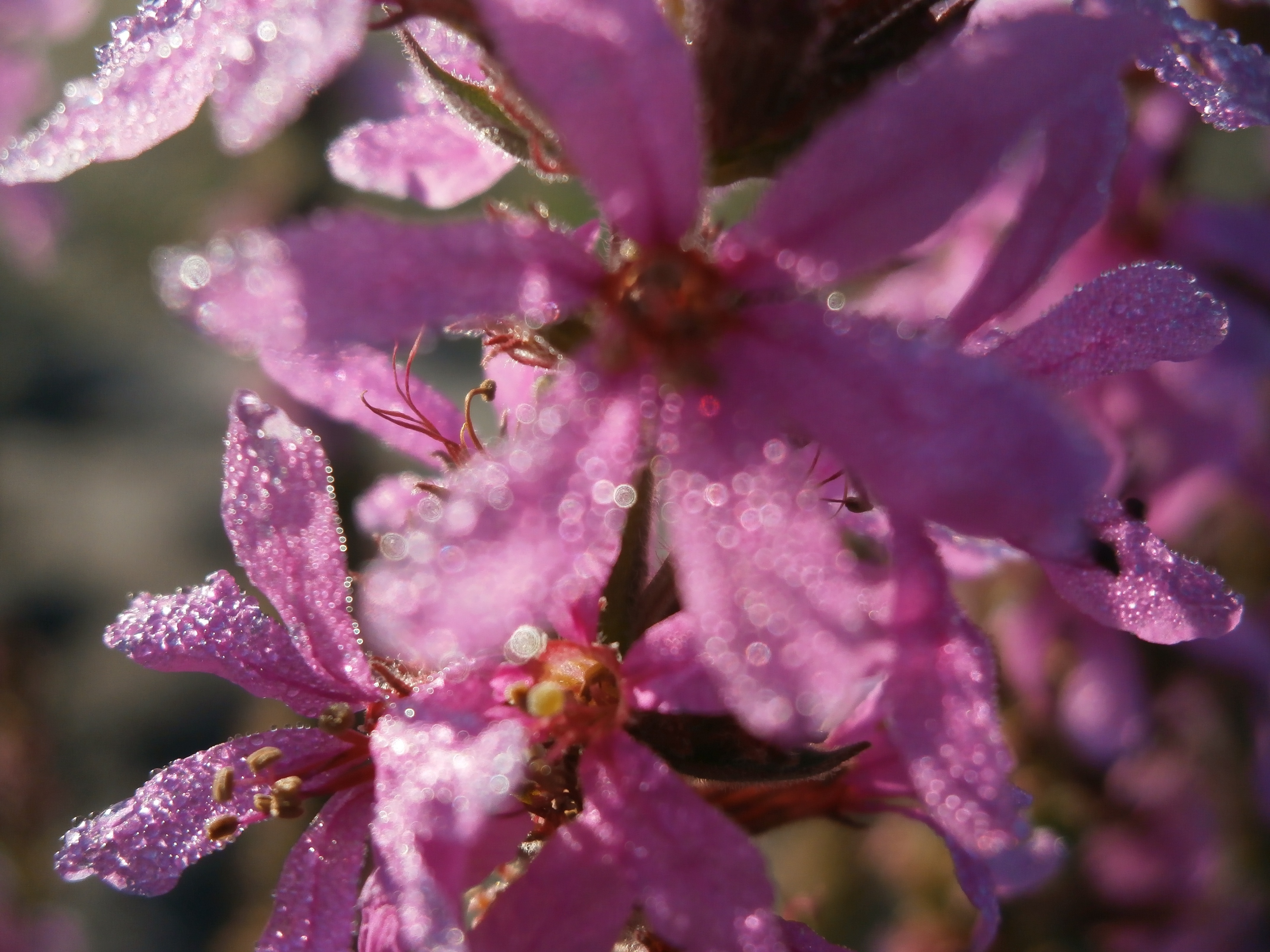
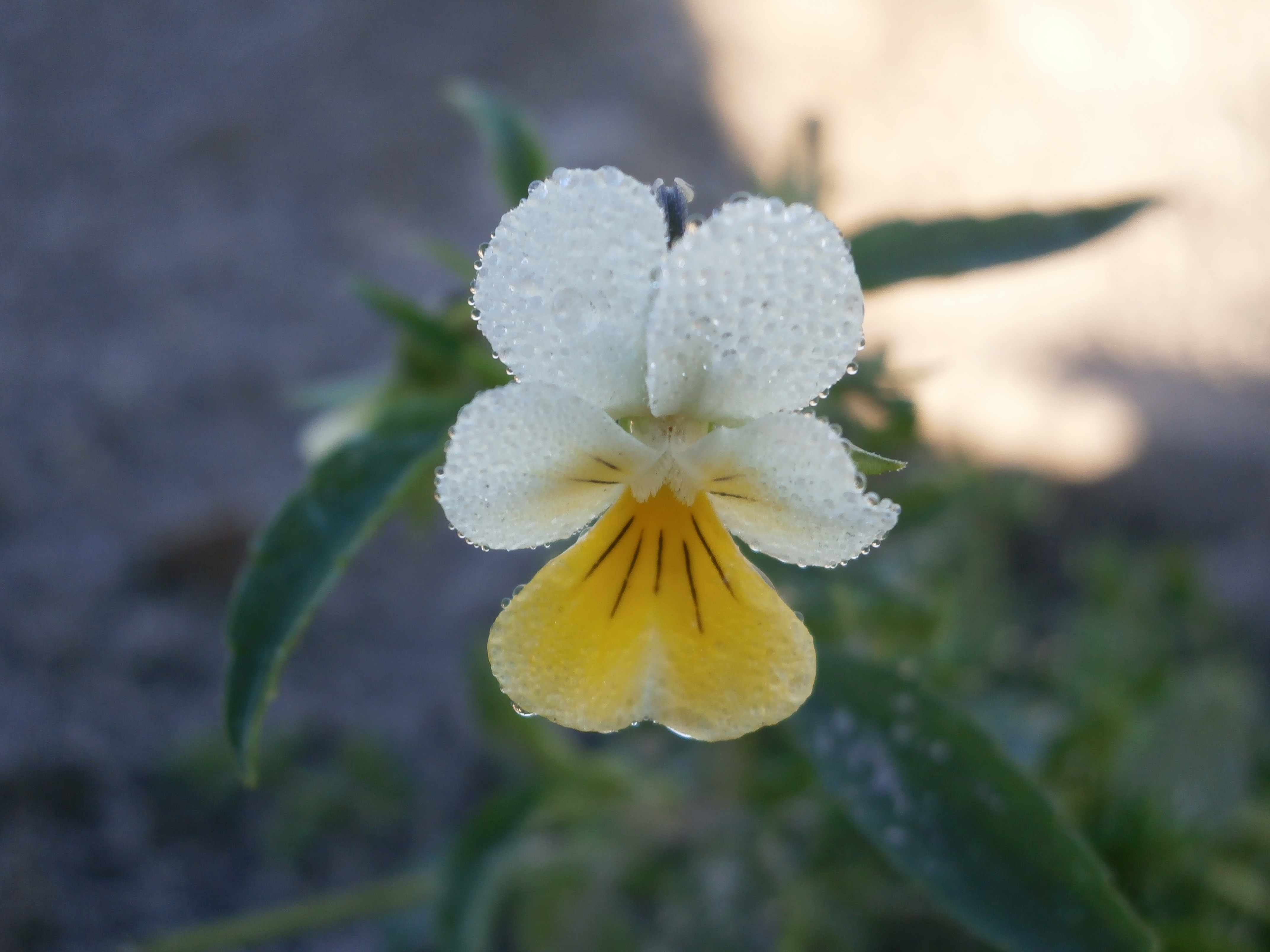
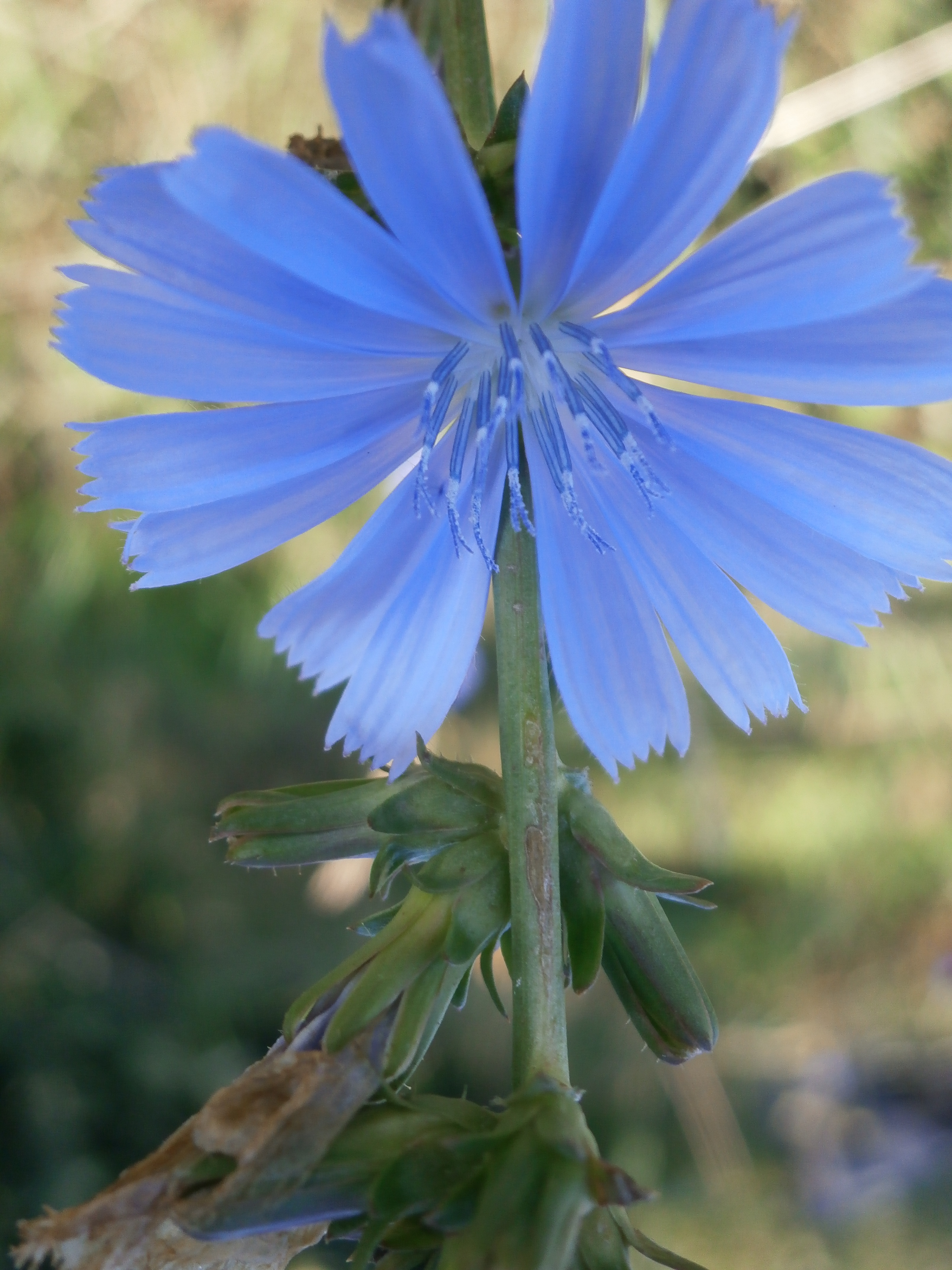
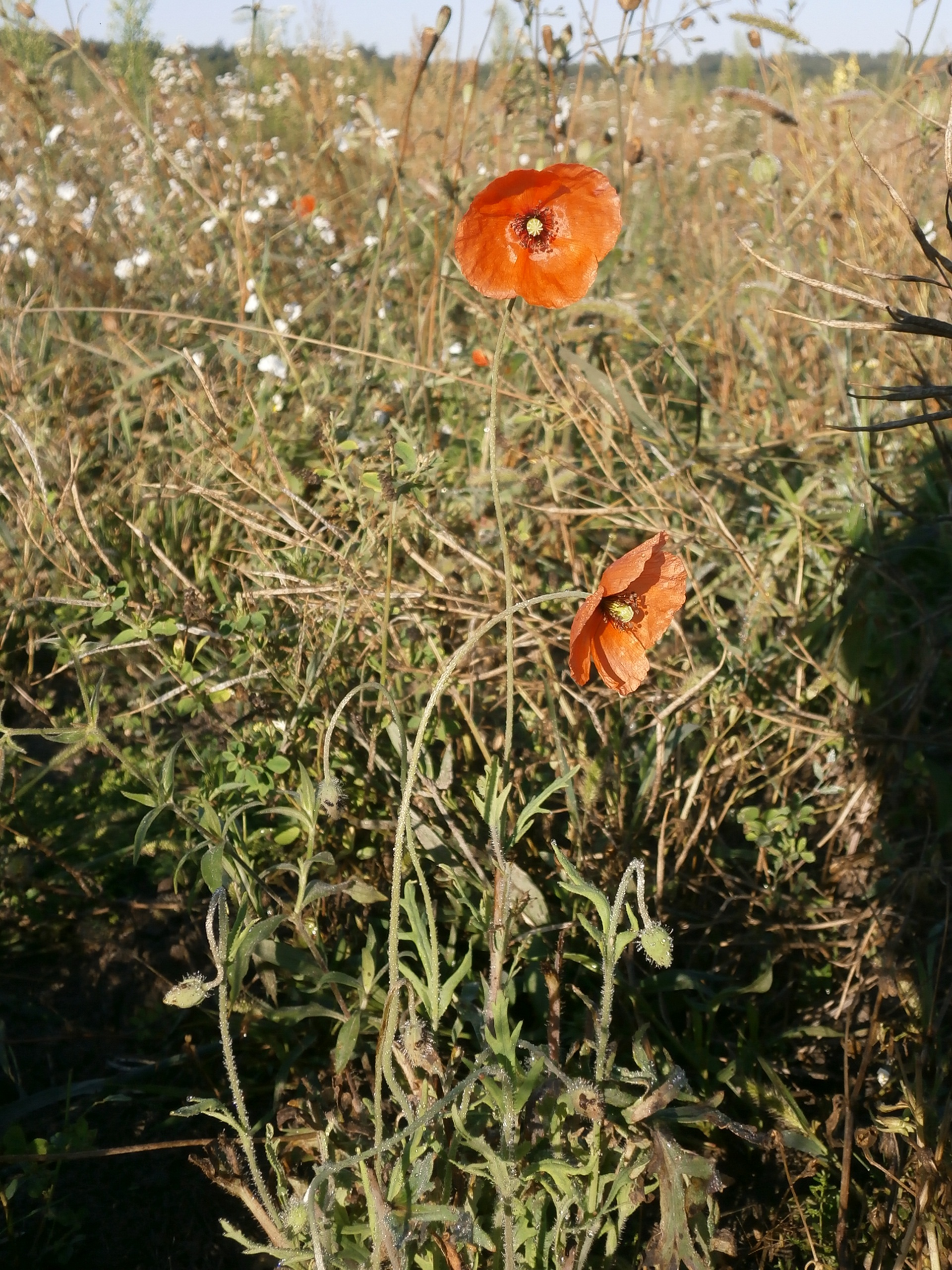